# Vaprio d'Adda
Vaprio d'Adda (Vàvar in dialetto locale e in dialetto milanese, Àer in dialetto bergamasco e semplicemente Vaprio fino al 1862) è un comune italiano di 9 738 abitanti della città metropolitana di Milano in Lombardia. È attraversato dal naviglio della Martesana ed è compreso nell'omonimo territorio.
Il comune sorge a metà strada tra Bergamo e Milano ed è situato sul confine tra le due province, segnato dal fiume Adda, sul versante milanese.

## Storia
Le tracce della sua fondazione si sono perse. Alcuni studiosi ritengono che, in origine, Vaprio d'Adda nasce come castrum nell'intorno dell'anno 300 con l'erezione del primo ponte sul fiume Adda denominato "Pons Aureoli", dal generale romano che lo fece costruire. In epoca romana il territorio di Vaprio d'Adda era attraversato da un'importante strada romana, la via Gallica. Dobbiamo risalire al 990 per trovare in un documento Vapris. Il toponimo, però, potrebbe essere di origine celtica oppure latina ricollegando il nome a vadulum, cioè "piccolo guado". Secondo un'antica leggenda, il nome del paese deriverebbe da aper ovvero "cinghiale", probabilmente dovuto al fatto che il territorio era infestato da mandrie di cinghiali.
Nel Medioevo, Vaprio ha un ruolo strategicamente importante: fa parte della linea difensiva dell'Adda che comprende i castelli di Trezzo sull'Adda, Cassano e Brivio. Delle vicissitudini del borgo è testimone il castello abbattuto e ricostruito più volte.
Ricostruito nel 1281, diviene baluardo della famiglia Torriani. Qui, nel 1324, i ghibellini milanesi riportano una vittoria sui guelfi durante la crociata di questi ultimi contro il potere visconteo. Il castello è anche uno dei presidi militari durante gli scontri tra Francesco Sforza e la Repubblica di Venezia. Di questa struttura fortificata oggi non rimane traccia.
Nel 1483 Giovanni Melzi, consigliere ducale degli Sforza, ristruttura Villa Melzi, nella quale soggiorna, tra il 1506 e il 1513, anche Leonardo Da Vinci, ingegnere governativo nella Milano sotto il dominio francese. Dal 1535 al 1700 la Lombardia cade sotto il dominio spagnolo che segna la decadenza del Ducato di Milano, dando inizio ad un periodo di grandi carestie e pestilenze: famosa è quella del 1630 descritta dal Manzoni ne I Promessi Sposi.
Nel Settecento il Ducato di Milano passa agli austriaci e Vaprio, come tutta la regione, si avvia ad un grande progresso sociale ed economico. Nel 1763 l'imperatrice Maria Teresa d'Austria sceglie Vaprio come residenza di caccia del duca Francesco III d'Este, governatore della Lombardia.
Nel 1799 Vaprio è nuovamente teatro di scontri tra le truppe italo-francesi e le truppe austro-russe nella battaglia dell'Adda. I difensori della Repubblica Cisalpina, costituitasi sotto l'egida di Napoleone, soccombono sotto l'incalzare dei restauratori che, il 28 aprile, entrano in Milano. Dopo l'intermezzo napoleonico, con la Restaurazione del 1815 nasce il Regno Lombardo-Veneto sempre sotto il dominio austriaco.
Nell'Ottocento a Vaprio sorgono filande e stabilimenti tessili. Nel 1818, dopo quattro secoli, finalmente il traghetto utilizzato per passare da una sponda all'altra dell'Adda è sostituito da un ponte di legno la cui costruzione è voluta dal sindaco Cesare Castelbarco. Il ponte sarà distrutto nel 1859 e ricostruito, prima in ferro, poi in acciaio e quindi in cemento armato tra il 1954 e il 1957.
Nel 1859, con la pace di Zurigo e l'annessione della Lombardia al Piemonte, si conclude il Risorgimento lombardo. Nel 1861 nasce lo Stato italiano. Nel censimento di quell'anno, a Vaprio vengono contati 3.240 abitanti che diventano 6.508 alla fine del XX secolo.
Il XX secolo ha visto le lotte operaie, l'occupazione delle fabbriche, il fascismo, le due guerre a cui Vaprio dà il suo contributo di morti, 64 caduti nella prima guerra mondiale e 50 nella seconda guerra mondiale.

### Simboli
Lo stemma è stato riconosciuto con decreto del capo del governo del 19 luglio 1929.
Le bande azzurre rappresentano i due principali corsi d'acqua che solcano il territorio del Comune, il fiume Adda e il Naviglio della Martesana. Le due bande rosse alludono al sangue versato dai combattenti nel corso delle numerose battaglie combattute su questo territorio per il controllo di un importante valico fluviale.
Il gonfalone, concesso con D.P.R. del 3 giugno 1982, è un drappo troncato di rosso e di azzurro.

## Monumenti e luoghi d'interesse
Vaprio conserva edifici di notevole interesse storico ed artistico quali:
- I resti della chiesa di San Bernardino, databili nel periodo romano-tardoromano[11];
- La chiesa romanica di San Colombano,[12] risalente agli inizi del XII secolo[13][14][15][16], eretto su un tempio più antico. Notevoli i capitelli, i bassorilievi, le figure zoomorfe tipiche del bestiario romanico, le lunette esterne con rappresentazioni della costruzione della chiesa e con l'allegoria di Cristo Orfeo. All'esterno, la chiesa si presenta con una facciata aperta da un portale strombato.[17] L'interno dell'edificio è a navata unica absidata (con due cappelle laterali)[17] e conserva affreschi originari del XII secolo.
- La chiesa parrocchiale neoclassica dedicata a San Nicolò Vescovo, edificata nel XIX secolo su progetto di Luigi Cagnola e sede del grande organo "Bernasconi", recentemente restaurato; importanti gli affreschi di Natale Riva, allievo di Francesco Hayez
- Villa Melzi, dove Leonardo da Vinci soggiornò per i suoi studi sulla canalizzazione delle acque nel milanese e dove prese come discepolo prediletto Francesco Melzi (i segni della sua presenza sono testimoniati da scritti e disegni nonché da un affresco su grande tondo raffigurante una Madonna con Bambino attribuibile se non allo stesso Leonardo perlomeno alla sua scuola);
- Villa Castelbarco,  sede di un Ente Fiera di Arte e Cultura; Il nucleo originario risale intorno al mille ed era un antico monastero femminile. Interessanti i sotterranei costituiti da numerose sale a tema con pareti, soffitti e pavimenti a mosaico. Giochi d'acqua stupivano i visitatori
- Altre ville del XVIII-XIX secolo: Villa Monti Robecchi, Villa Pizzi, Ville Archinto, Villa Visconti di Modrone, Villa Paleni;
- Lo storico stabilimento Duca Visconti di Modrone, fondato nel 1839.
- La Casa del Custode delle acque (ex Camera regia) costruita nel 1582 e recentemente restaurata. La casa sorge in una posizione strategica tra il Naviglio della Martesana e il fiume Adda. A quel tempo fungeva da stazione di sosta per i viaggiatori che dovevano prendere il traghetto sull'Adda o imbarcarsi sui barconi che navigavano sul Naviglio della Martesana.  Era sede del dazio e del "custode o camparo" che regolava il flusso delle acque.

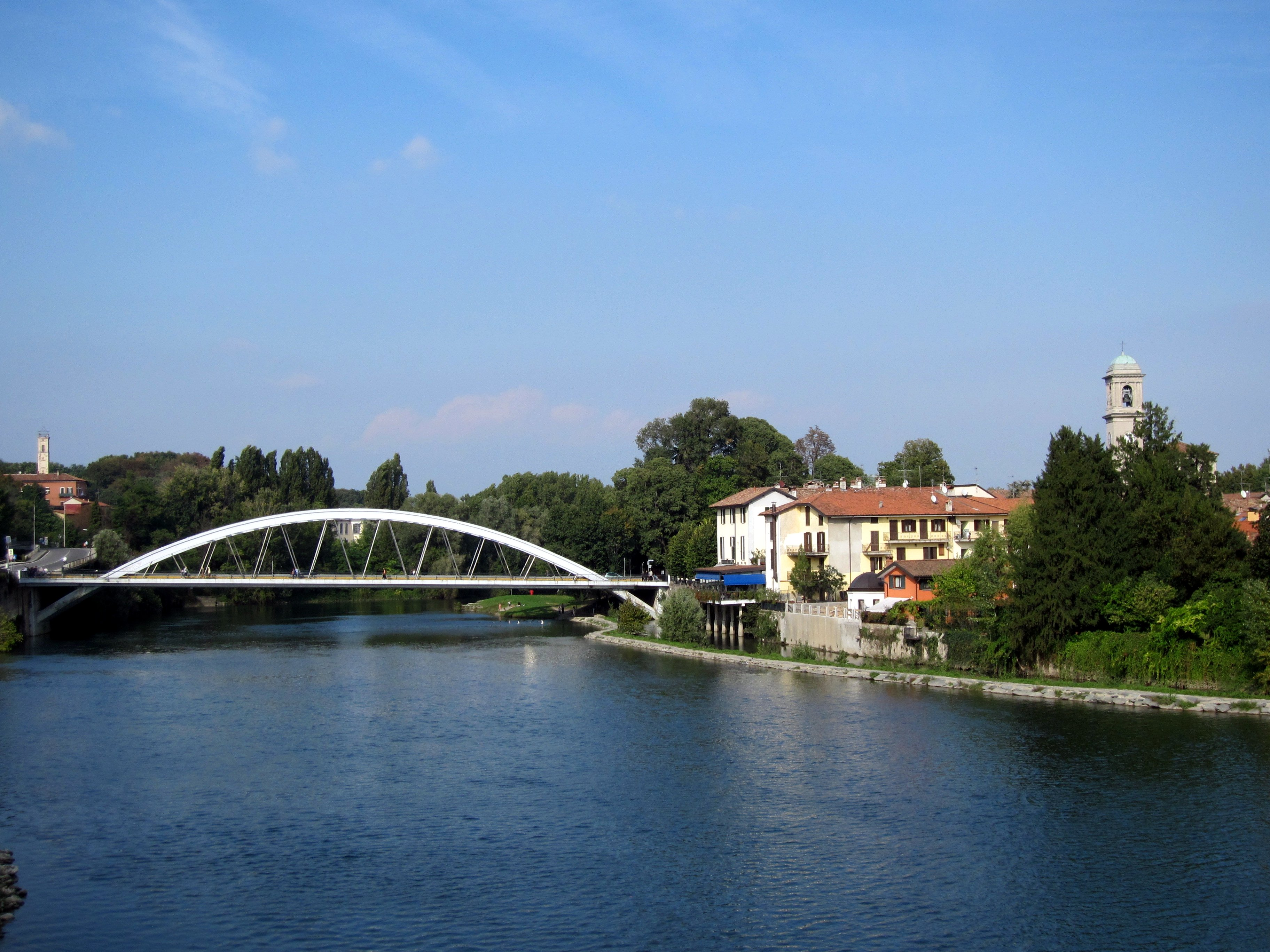
Ponte ad arco

- Galleria interattiva "Leonardo in Adda". Si trova nei locali seminterrati cinquecenteschi della Casa del Custode delle acque. Aperta nel 2011, fa rivivere lo sguardo e il pensiero di Leonardo e li traduce per il pubblico. All'interno della casa sono state allestite tre sale: il teatro del Codice Atlantico, la sala dei moti delle acque, il trattato del paesaggio. I visitatori, divisi in gruppi e dotati di cuffie, attraverseranno gli ambienti e grazie alla magia del teatro, si ritrovano a contatto del genio di Leonardo. È possibile toccare i fogli della riproduzione fedele del Codice Atlantico, scrutare i particolari, osservare i differenti moti dell'acqua spiegati dalla voce di Leonardo ed ammirare i paesaggi leonardeschi.
- Ponte ad arco. Vaprio è collegata con Canonica d'Adda da un ponte ad arco a via intermedia, costruito tra il 1956 e il 1957, lungo 95 m.[18]
- Lavatoio medievale la cui struttura è ancora presente sulle rive dell'Adda.

## Società

### Evoluzione demografica
- 1 087 nel 1751
- 1 624 nel 1771
- 1 571 nel 1805
- 2 293 nel 1809 dopo annessione di Pozzo
- 2 987 nel 1811 dopo annessione anche di Trezzano e Grezzago
- 2 659 nel 1853
- 2 871 nel 1859

Abitanti censiti

### Etnie e minoranze straniere
Secondo i dati ISTAT al 31 dicembre 2015 la popolazione straniera residente era di 1.314 persone, arrivando al 15,08% dei residenti. Le nazionalità maggiormente rappresentate in base alla loro percentuale sul totale della popolazione residente erano:
- Romania 212 2,43%
- Albania 188 2,16%
- Marocco 167 1,92%
- Pakistan 111 1,27%

## Italia
| Periodo | Periodo | Primo cittadino                       | Partito                            | Carica                  | Note               |
| ------- | ------- | ------------------------------------- | ---------------------------------- | ----------------------- | ------------------ |
| 1860    | 1865    | Ambrogio Robecchi                     | Non Noto                           | Sindaco                 |                    |
| 1865    | 1866    | Giovanni Melzi D'Eril                 | Non Noto                           | Sindaco                 |                    |
| 1866    | 1882    | Gerolamo Corda                        | Non Noto                           | Sindaco                 |                    |
| 1886    | 1897    | Giuseppe Casterlbarco                 | Non Noto                           | Sindaco                 |                    |
| 1899    | 1906    | Ambrogio Robecchi                     | Non Noto                           | Sindaco                 |                    |
| 1914    | 1920    | Luigi Robecchi                        | Non Noto                           | Sindaco                 |                    |
| 1920    | 1921    | Angelo Rimoldi                        | Non Noto                           | Sindaco                 |                    |
| 1921    | 1921    | Luigi Magenta                         | Non Noto                           | Commissario Prefettizio |                    |
| 1921    | 1923    | Anacleto Generosa                     | Non Noto                           | Sindaco                 |                    |
| 1923    | 1924    | Augursto Rubboli                      | Non Noto                           | Commissario Prefettizio |                    |
| 1924    | 1926    | Giulio Greppi                         | Non Noto                           | Sindaco                 |                    |
| 1926    | 1933    | Anacleto Gerosa                       | Non Noto                           | Podestà                 |                    |
| 1933    | 1934    | Marcellussi,Grimaldi,Console,Barbieri | Non Noto                           | Commissari Prefettizi   |                    |
| 1934    | 1939    | Giulio Greppi                         | Non Noto                           | Podestà                 |                    |
| 1939    | 1944    | Carlo Guglielmetti                    | Non Noto                           | Commissario Prefettizio |                    |
| 1944    | 1944    | Giovanni Gelsi                        | Non Noto                           | Commissario Prefettizio |                    |
| 1945    | 1947    | Luigi Rivolta                         | Non Noto                           | Sindaco                 |                    |
| 1947    | 1951    | Carlo Barzaghi                        | Non Noto                           | Sindaco                 |                    |
| 1951    | 1956    | Vincenzo Sala                         | Non Noto                           | Sindaco                 |                    |
| 1956    | 1960    | Mario Agliati                         | Democrazia Cristiana               | Sindaco                 |                    |
| 1960    | 1965    | Francesco Branduardi                  | Democrazia Cristiana               | Sindaco                 |                    |
| 1964    | 1970    | Ludovico Melzi                        | Democrazia Cristiana               | Sindaco                 |                    |
| 1970    | 1980    | Giovanni Manzotti                     | Democrazia Cristiana               | Sindaco                 |                    |
| 1980    | 1990    | Piergiorgio Pozzi                     | Democrazia Cristiana               | Sindaco                 |                    |
| 1990    | 1992    | Antonio Maraniello                    | Partito Comunista Italiano         | Sindaco                 |                    |
| 1992    | 1995    | Roberto Orlandi                       | Partito Socialista Italiano        | Sindaco                 |                    |
| 1995    | 1999    | Fabio Brambilla                       | Lista civica                       | Sindaco                 |                    |
| 1999    | 2004    | Vincenzo Agliati                      | sinistra                           | Sindaco                 |                    |
| 2004    | 2009    | Roberto Orlandi                       | Lista civica                       | Sindaco                 |                    |
| 2009    | 2014    | Roberto Orlandi                       | Lista civica                       | Sindaco                 |                    |
| 2014    | 2019    | Andrea Benvenuto Beretta              | Lista civica Vaprio in movimento   | Sindaco                 |                    |
| 2019    | 2023    | Luigi Fumagalli                       | Lista civica Lista Civica Vapriese | Sindaco                 | Deceduto in carica |
| 2024    |         | Marco Galli                           | Lista civica Vaprio Città          | Sindaco                 |                    |

## Galleria d'immagini

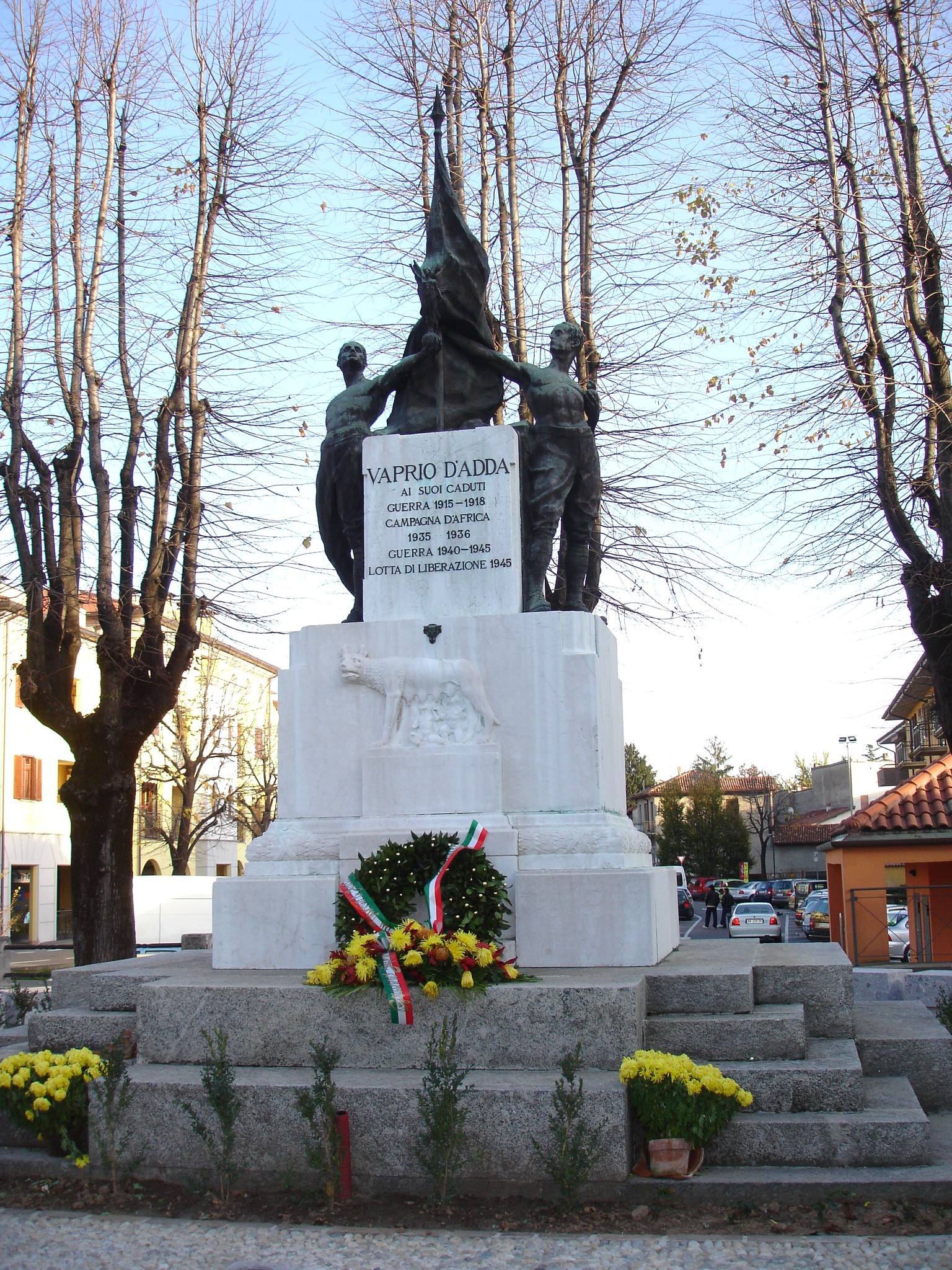
Il Monumento ai Caduti
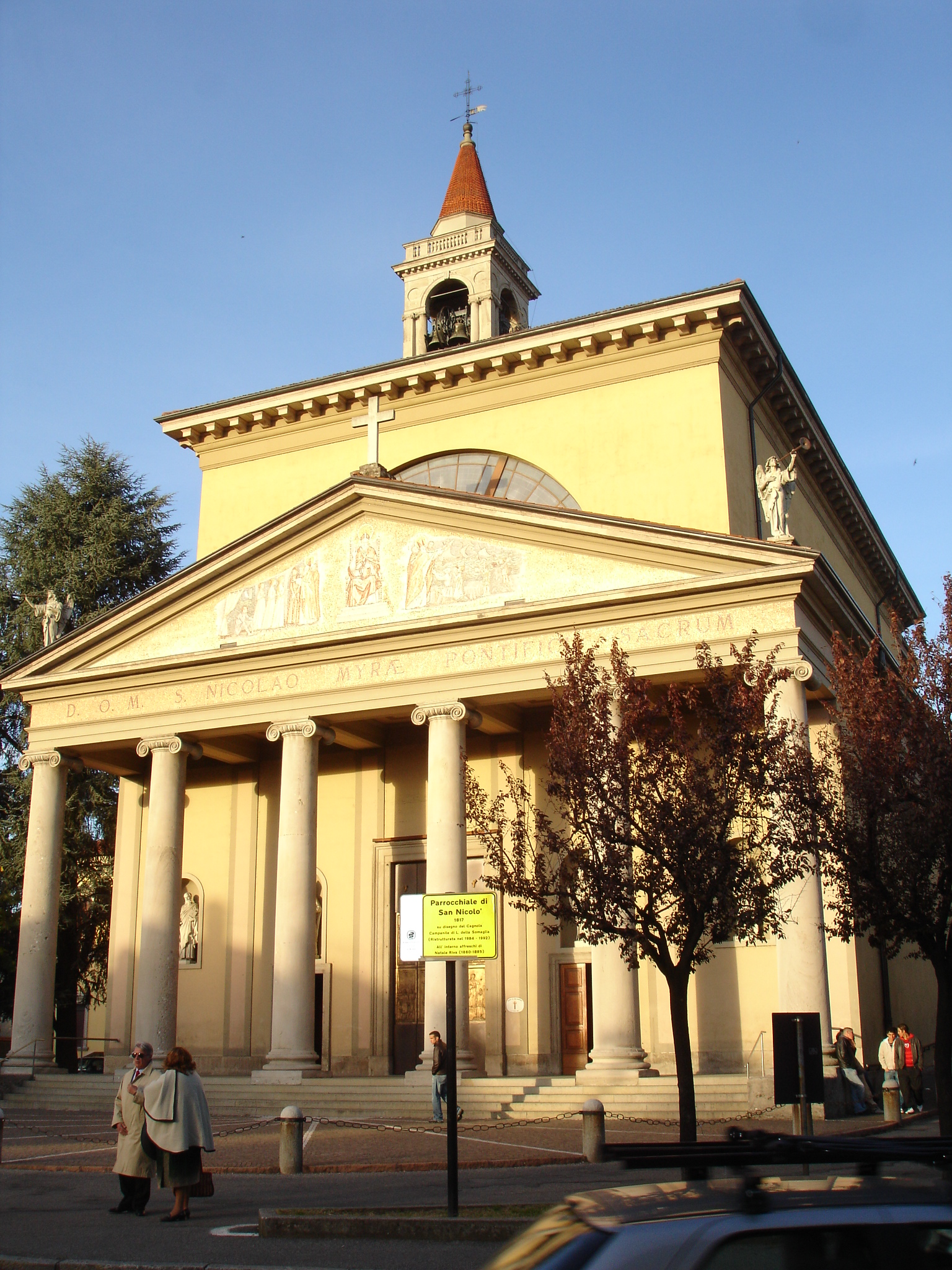
La Chiesa Parrocchiale di San Nicolò
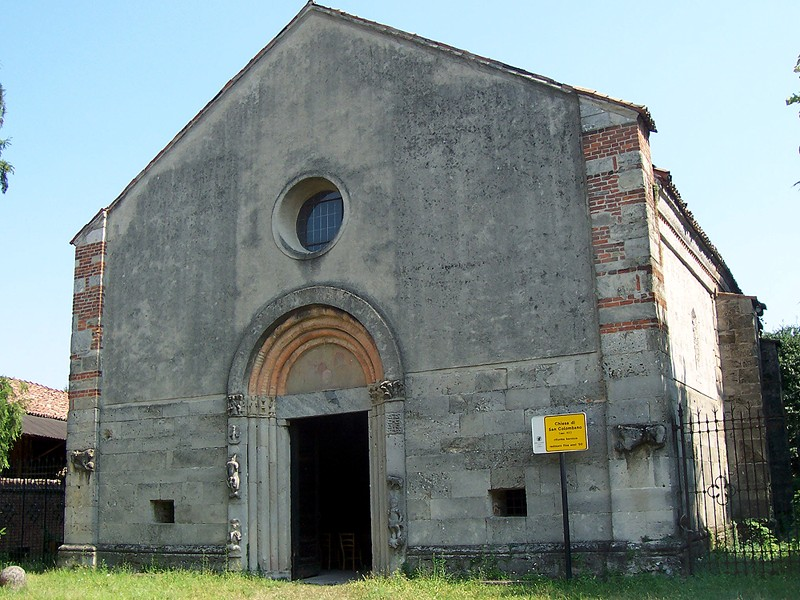
La Chiesa di S. Colombano
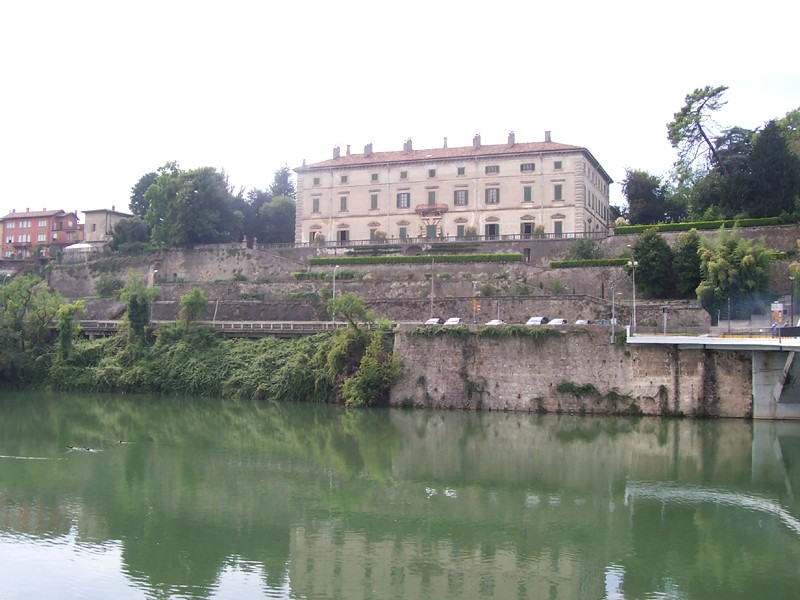
Villa Melzi d'Eril